# Книжка року 1999

## «Дитяче свято»
1. Українська абетка К.: А-ба-ба-га-ла-ма-га
2. Генрі Лонгфелло Пісня про Гаявату К.: Веселка
3. Світ тварин К.: Три крапки

## «Калейдоскоп»— книжки іншої класифікації
1. Мерри Хоуп Древняя мудрость Атлантиды. Легенды и факты об исчезнувшей колыбели цивилизации К.: София
2. Гері Смолі Пізнай свою дружину Л.: Свічадо
3. Норберт Классен Карлос Кастанеда и завещание Дона Хуана: Мудрость толтеков в новой эпохе К.: София

## «Успіх»— бізнес, фінанси, спеціальна підготовка
1. Гленн А. Велш, Деніел Г. Шорт Основи фінансового бізнесу К.: Основи
2. Світлана Будаговська, Олександр Кілієвич, Інна Луніна, Тетяна Пахомова, Ольга Романюк, Андрій Сніжко, Оксана Сніжко Мікроекономіка і макроекономіка К.: Основи
3. Аналіз вигід і витрат. Практичний посібник К.: Основи

## «Минувшина»— історія
1. Степан Бандера Перспективи Української Революції К.: Ін-т Національного Державознавства
2. Універсали Богдана Хмельницького 1648–1657. Сер. «Універсали українських гетьманів» К.: Альтернативи
3. О. І. Гуржій. Т. В. Чухліб Гетьманська Україна. Сер. «Україна крізь віки» К.: Альтернативи

## «Світ мистецтва»
1. Володимир Овсійчук Олекса Новаківський Л.: Ін-т народознавства НАН України
2. Василь Откович, Василь Пилип'юк Українська ікона Л.: Світло й тінь
3. Лідія Стародубцева Архітектура постмодернізму: Історія. Теорія. Практика. Сер. «Трансформація гуманітарної освіти в Україні» К.: Спалах

## «Політлікнеп»— політика, політологія
1. Джордж Сорос Криза глобального капіталізму: Відкрите суспільство під загрозою К.: Основи
2. Лариса Масенко Мова і політика К.: Соняшник
3. Дмитро Корчинський Війна у натовпі К.: Амадей

## «Постаті»— мемуари, біографії
1. Юрій Шерех Поза книжками і з книжок. Сер «Українська модерна література» К.: Час
2. Борис Антоненко-Давидович Спогади К.: Смолоскип
3. Симон Петлюра. У 3 тт. К.: Видавництво ім. О. Теліги

## «Швидка допомога»— практичні посібник, порадники, довідники
1. Свами Шивананда. Йога и здоровье. серія «Око Возрождения» К. София
2. Г. М. Мамченко Жизнь и лечение по законам природы: Руководство по самооздоровлению К.: Здоров'я
3. Г. О. Краковецька, В. М. Бобирьов, О. М. Бєляєва Латинська мова. Рецептура. Клінічна термінологія К.: Здоров'я

## «Красне письменство»— сучасна література
1. Василь Стус Твори. У 6 тт., 6 кн Л.: Видавнича спілка «Просвіта»
2. Грицько Чубай Плач Єремії. Поезія. Переклади. Спогади. Л.: Кальварія
3. В. Домонтович Доктор Серафікус. Без ґрунту. Сер. «На схилі тисячоліття» К.: Критика

## «Книжкові серії року»
1. «Зарубіжна класика» Девід Г. Лоуренс. Коханець леді Чатерлей; Шарлота Бронте. Джейн Ейр; Гі де Мопассан. Милий друг; Стендаль. Червоне і чорне. К.: Основи
2. «Вершины. Мастера» Хорхе Луис Борхес. Вавилонская библиотека; Хулио Кортасар. Выигрыши; Габриэль Гарсиа Маркес. Сто лет одиночества; Александр Пушкин. Евгений Онегин. Драмы; Герман Гессе. Степной волк; Фридрих Ницше. Так говорил Заратустра; Зигмунд Фрейд. Очерки по психологии сексуальности. Х.: Фолио; Ростов/Дон: Феникс
3. «Україна крізь віки» Т. 7: В. А. Смолій, В. С. Степанков Українська національна революція XVII ст. (1648–1679); Т. 8: О. І. Гуржій. Т. В. Чухліб. Гетьманська Україна. К.: Альтернативи

## «Софія»— культурологія, філософія, психологія, соціологія
1. Мирослав Попович Нарис історії культури України К.: АртЕк
2. Сергій Аверинцев Софія-Логос. Словник К.: Дух і Літера
3. Мішель Фуко Історія сексуальності. У 3-тх тт. Т.2. Інструмент насолоди Х.: Око

## «Вершини»— класика, зарубіжна література
1. Марсель Пруст У пошуках утраченого часу. Твори в семи томах. Том 3. Германтська сторона К.: Юніверс
2. Публій Овідій Назон Любовні елегії. Мистецтво кохання. Скорботні елегії К.: Основи
3. Франц Кафка Процес. Сер. «Австрійська література XX сторіччя» К.: Юніверс

## «Візитівка»— туризм, краєзнавство
1. Дмитро Малаков. Архітектор Городецький. Сер. «Бібліотека Музею історії міста Києва» К.: Кий
2. Львів. Туристичний путівник Л.: Центр Європи
3. Виктор Некрасов. Дом Турбиных. Сер. «Библиотека Музея города Киева» К.: Кий

## «Слово»— словники
1. УСЕ: Універсальний словник-енциклопедія К.: Ірина
2. Тлумачний словник-мінімум української мови. Сер. «Словники України» К.: Довіра
3. І. Бондаренко, Т. Хіно Українсько-японський, японсько-український словник. Навчальний словник японських ієрогліфів К.: Альтернативи